# Patrimoni dell'umanità dell'India
I patrimoni dell'umanità dell'India sono i siti dichiarati dall'UNESCO come patrimonio dell'umanità in India, che è divenuta parte contraente della Convenzione sul patrimonio dell'umanità il 14 novembre 1977.
Al 2025 i siti iscritti nella Lista dei patrimoni dell'umanità sono quarantaquattro, mentre sessantadue sono le candidature per nuove iscrizioni. I primi quattro siti iscritti nella lista sono stati nel 1983 il Forte di Agra, le Grotte di Ajanta, le Grotte di Ellora e il Taj Mahal, durante la settima sessione del comitato del patrimonio mondiale. Gli altri siti furono aggiunti nel 1984 (due), 1985 (tre), 1986 (quattro), 1987 (quattro), 1988, 1989, 1993 (due), 1999, 2002, 2003, 2004 (due), 2007, 2010, 2012, 2013, 2014 (due), 2016 (tre), 2017, 2018, 2019, 2021 (due), 2023 (due), 2024 e 2025. Trentasei siti sono considerati culturali, secondo i criteri di selezione, sette naturali e uno misto; uno è parte di un sito transnazionale.

## Siti del Patrimonio mondiale
| Foto | Sito                                                                                   | Luogo | Tipo                                 | Anno           | Descrizione |
| ---- | -------------------------------------------------------------------------------------- | --- | ------------------------------------ | -------------- | --- |
|      | Grotte di Ajanta                                                                       | Ajanta | Culturale (242; i, ii, iii, vi)      | 1983           | I primi monumenti rupestri buddisti ad Ajanta risalgono al II e I secolo a.C. Durante il periodo Gupta (V e VI secolo d.C.), al gruppo originario furono aggiunte molte altre grotte riccamente decorate. I dipinti e le sculture di Ajanta, considerati capolavori dell'arte religiosa buddista, hanno avuto una notevole influenza artistica. |
|      | Grotte di Ellora                                                                       | Verul | Culturale (243; i, iii, vi)          | 1983           | Questi 34 monasteri e templi, che si estendono per più di 2 km, sono stati scavati fianco a fianco nella parete di un'alta rupe di basalto, non lontano da Aurangabad. Ellora, con la sua sequenza ininterrotta di monumenti datati dal 600 al 1000 d.C., riporta in vita la civiltà dell'antica India. Non solo il complesso di Ellora è una creazione artistica unica e un'impresa tecnologica ma, con i suoi santuari appartenenti al buddismo, all'induismo e al giainismo, illustra lo spirito di tolleranza che era caratteristico dell'antica India. |
|      | Forte di Agra                                                                          | Agra | Culturale (251; iii)                 | 1983           | Vicino ai giardini del Taj Mahal si erge l'importante monumento Mughal del XVI secolo noto come il Forte rosso di Agra. Questa potente fortezza di arenaria rossa racchiude, all'interno delle sue mura di cinta lunghe 2,5 km, la città imperiale dei sovrani Mughal. Comprende molti palazzi da favola, come il Palazzo di Jahangir e il Khas Mahal, costruiti da Shah Jahan, sale delle udienze, come il Diwan-i-Khas, e due bellissime moschee. |
|      | Taj Mahal                                                                              | Agra | Culturale (252; i)                   | 1983           | Un immenso mausoleo di marmo bianco, costruito ad Agra tra il 1631 e il 1648 per ordine dell'imperatore Mughal Shah Jahan in memoria della sua moglie preferita, il Taj Mahal è il gioiello dell'arte musulmana in India e uno dei capolavori universalmente ammirati del patrimonio mondiale. |
|      | Tempio del Sole di Konarak                                                             | Konark | Culturale (246; i, iii, vi)          | 1984           | Sulle rive del Golfo del Bengala, bagnato dai raggi del sole nascente, il tempio di Konarak è una rappresentazione monumentale del carro del dio del sole Sūrya; le sue 24 ruote sono decorate con disegni simbolici ed è guidato da una squadra di sei cavalli. Costruito nel XIII secolo, è uno dei santuari braminici più famosi dell'India. |
|      | Gruppo di monumenti presso Mahabalipuram                                               | Mamallapuram | Culturale (249; i, ii, iii, vi)      | 1984           | Questo gruppo di santuari, fondato dai re Pallava, fu scavato nella roccia lungo la costa del Coromandel nei secoli VII e VIII. È noto soprattutto per i suoi rathas (templi a forma di carri), mandapas (santuari rupestri), giganteschi rilievi a cielo aperto come la famosa Discesa del Gange e il tempio della spiaggia, con migliaia di sculture a gloria di Shiva. |
|      | Parco nazionale di Kaziranga                                                           | Distretto di Golaghat, Distretto di Nagaon | Naturale (337; ix, x)                | 1985           | Nel cuore dell'Assam, questo parco è una delle ultime aree dell'India orientale non disturbate dalla presenza umana. È abitato dalla più grande popolazione mondiale di rinoceronti indiani, oltre a molti mammiferi, tra cui tigri, elefanti, leopardi e orsi e migliaia di uccelli. |
|      | Santuario faunistico di Manas                                                          | Distretto di Baksa, Distretto di Chirang | Naturale (338; vii, ix, x)           | 1985           | Su un dolce pendio ai piedi dell'Himalaya, dove le colline boscose lasciano il posto a praterie alluvionali e foreste tropicali, il santuario di Manas ospita una grande varietà di fauna selvatica, tra cui molte specie in via di estinzione, come la tigre, il cinghiale nano, il rinoceronte indiano e l'elefante indiano. |
|      | Parco nazionale di Keoladeo                                                            | Bharatpur | Naturale (340; x)                    | 1985           | Questa ex riserva di caccia alle anatre dei Maharaja è una delle principali aree di svernamento per un gran numero di uccelli acquatici provenienti dall'Afghanistan, dal Turkmenistan, dalla Cina e dalla Siberia. Nel parco sono state registrate circa 364 specie di uccelli, tra cui la rara gru siberiana. |
|      | Chiese e conventi di Goa                                                               | Goa Velha | Culturale (234; ii, iv, vi)          | 1986           | Le chiese e i conventi di Goa, l'antica capitale delle Indie portoghesi – in particolare la Basilica del Bom Jesus, che contiene la tomba di san Francesco Saverio – illustrano l'evangelizzazione dell'Asia. Questi monumenti furono influenti nella diffusione delle forme di arte manuelina, manierista e barocca in tutti i paesi dell'Asia dove furono stabilite missioni. |
|      | Gruppo di monumenti di Khajuraho                                                       | Khajuraho | Culturale (240; i, iii)              | 1986           | I templi di Khajuraho furono costruiti durante la dinastia Chandela, che raggiunse il suo apogeo tra il 950 e il 1050. Rimangono solo una ventina di templi che ricadono in tre gruppi distinti e appartengono a due diverse religioni: induismo e giainismo. Trovano un perfetto equilibrio tra architettura e scultura. Il Tempio Kaṇḍāriyā Mahādeva è decorato con una profusione di sculture che sono tra i più grandi capolavori dell'arte indiana. |
|      | Gruppo di monumenti presso Hampi                                                       | Distretto di Vijayanagara | Culturale (241; i, iii, iv)          | 1986           | L'austero e grandioso sito di Hampi fu l'ultima capitale dell'ultimo grande regno indù di Vijayanagar. I suoi principi favolosamente ricchi costruirono templi e palazzi dravidici che conquistarono l'ammirazione dei viaggiatori tra il XIV e il XVI secolo. Conquistata dalla confederazione musulmana del Deccan nel 1565, la città fu saccheggiata per un periodo di sei mesi prima di essere abbandonata. |
|      | Fatehpur Sikri                                                                         | Fatehpur Sikri | Culturale (255; ii, iii, iv)         | 1986           | Costruita durante la seconda metà del XVI secolo dall'imperatore Akbar, Fatehpur Sikri (la città della vittoria) fu la capitale dell'Impero Mughal solo per circa 10 anni. Il complesso di monumenti e templi, tutti in uno stile architettonico uniforme, comprende una delle più grandi moschee dell'India, la Jama Masjid. |
|      | Gruppo di monumenti presso Pattadakal                                                  | Badami | Culturale (239; iii, iv)             | 1987           | Pattadakal rappresenta il culmine di un'arte eclettica che, nel VII e VIII secolo sotto la dinastia Chalukya, ha raggiunto un'armoniosa fusione di forme architettoniche del nord e del sud dell'India. Qui si può vedere un'impressionante serie di nove templi indù, oltre a un santuario giainista. Spicca un capolavoro del gruppo: il Tempio Virupaksha, costruito c. 740 dalla regina Lokamahadevi per commemorare la vittoria del marito sui re del sud. |
|      | Grotte di Elephanta                                                                    | Navi Mumbai | Culturale (244; i, iii)              | 1987           | La 'Città delle Grotte', su un'isola nel Mare Arabico vicino a Mumbai, contiene una collezione di arte rupestre legata al culto di Shiva. Qui l'arte indiana ha trovato una delle sue espressioni più perfette, in particolare gli enormi altorilievi della grotta principale. |
|      | Grandi templi viventi di Chola                                                         | Dharasuram, Gangaikonda Cholapuram, Thanjavur | Culturale (250; ii, iii)             | 1987-2004      | I grandi templi viventi di Chola furono costruiti dai re dell'Impero Chola, che si estendeva su tutto il sud dell'India e sulle isole vicine. Il sito comprende tre grandi templi dell'XI e XII secolo: il Tempio di Brihadisvara a Thanjavur, il Tempio di Brihadisvara a Gangaikondacholisvaram e il Tempio Airavatesvara a Darasuram. Il Tempio di Gangaikondacholisvaram, costruito da Rajendra Chola I, fu completato nel 1035. La sua vimana (torre sacra) di 53 m ha angoli incassati e un grazioso movimento curvo verso l'alto, in contrasto con la torre dritta e severa di Thanjavur. Il complesso del tempio Airavatesvara, costruito da Rajaraja Chola II, a Darasuram presenta un vimana di 24 metri e un'immagine in pietra di Shiva. I templi testimoniano le brillanti conquiste dei Chola in architettura, scultura, pittura e fusione del bronzo. |
|      | Parco nazionale delle Sundarbans                                                       | Distretto dei 24 Pargana Sud | Naturale (452; ix, x)                | 1987           | Le Sundarbans coprono 10 000 km² di terra e acqua (più della metà in India, il resto in Bangladesh) nel delta del Gange. Contiene la più grande area al mondo di foreste di mangrovie. Nel parco vivono numerose specie rare o in via di estinzione, tra cui tigri, mammiferi acquatici, uccelli e rettili. |
|      | Parchi nazionali del Nanda Devi e della Valle dei fiori                                | Distretto di Chamoli, Distretto di Pithoragarh | Naturale (335; vii, x)               | 1988-2005      | Immerso nell'Himalaya occidentale, il Parco nazionale della Valle dei fiori è rinomato per i suoi prati di fiori alpini endemici e per la straordinaria bellezza naturale. Questa zona riccamente diversificata ospita anche animali rari e in via di estinzione, tra cui l'orso nero asiatico, il leopardo delle nevi, l'orso bruno e la pecora blu. Il dolce paesaggio del Parco nazionale della Valle dei fiori completa l'aspra montagna selvaggia del Parco nazionale del Nanda Devi. Insieme racchiudono una zona di transizione unica tra le catene montuose dello Zanskar e del Grande Himalaya, elogiata da alpinisti e botanici per oltre un secolo e nella mitologia indù per molto più tempo. |
|      | Monumenti buddisti presso Sanchi                                                       | Sanchi | Culturale (524; i, ii, iii, iv, vi)  | 1989           | Su una collina che domina la pianura, il sito di Sanchi comprende un gruppo di monumenti buddisti (pilastri monolitici, palazzi, templi e monasteri) tutti in diversi stati di conservazione la maggior parte dei quali risale al II e I secolo a.C. È il più antico santuario buddista esistente ed è stato un importante centro buddista in India fino al XII secolo d.C.. |
|      | Tomba di Humayun, Delhi                                                                | Delhi | Culturale (232; ii, iv)              | 1993           | Questa tomba, costruita nel 1570, è di particolare importanza culturale in quanto è stata la prima tomba-giardino del subcontinente indiano. Ha ispirato diverse importanti innovazioni architettoniche, culminate nella costruzione del Taj Mahal. |
|      | Qutb Minar e i suoi monumenti, Delhi                                                   | Delhi | Culturale (233; iv)                  | 1993           | Costruita all'inizio del XIII secolo a pochi chilometri a sud di Delhi, la torre in arenaria rossa di Qutb Minar è alta 72,5 m, si assottiglia da 14,32 m di diametro alla sua base a 2,75 m al suo apice, e alterna scanalature angolari e arrotondate. L'area archeologica circostante contiene edifici funerari, in particolare la magnifica Porta Ala'i Darwaza, capolavoro dell'arte indo-musulmana (costruita nel 1311), e due moschee, tra cui la Quwwat al-Islām, la più antica dell'India settentrionale, costruita con materiali riutilizzato da circa 20 templi brahmanici. |
|      | Ferrovie di montagna dell'India                                                        | Distretto di Darjeeling, Distretto di Jalpaiguri, Distretto dei Nilgiri, Distretto di Panchkula, Distretto di Shimla, Distretto di Solan                                          | Culturale (944; ii, iv)              | 1999-2005-2008 | Questo sito include tre ferrovie. La Darjeeling Himalayan Railway è stata il primo, ed è ancora il più eccezionale, esempio di ferrovia passeggeri in collina. Inaugurato nel 1881, il suo design applica soluzioni ingegneristiche audaci e ingegnose al problema di stabilire un collegamento ferroviario efficace attraverso un terreno montuoso di grande bellezza. La costruzione della Nilgiri Mountain Railway, una ferrovia a scartamento metrico lunga 46 km nello stato del Tamil Nadu, fu proposta per la prima volta nel 1854, ma a causa della difficoltà della posizione montuosa i lavori iniziarono solo nel 1891 e furono completati nel 1908. Questa ferrovia, con un dislivello da 326 m a 2 203 m, rappresentava l'ultima tecnologia dell'epoca. La ferrovia Kalka-Shimla, un collegamento ferroviario funzionante a binario unico lungo 96 km, costruito a metà del XIX secolo per fornire un servizio alla città di Shimla, sulle montagne, è emblematico degli sforzi tecnici e materiali per liberare le popolazioni di montagna attraverso la ferrovia. Tutte e tre le ferrovie sono ancora pienamente operative. |
|      | Complesso del Tempio di Mahabodhi presso Bodh Gaya                                     | Bodh Gaya | Culturale (1056; i, ii, iii, iv, vi) | 2002           | Il Complesso del Tempio di Mahabodhi è uno dei quattro luoghi sacri legati alla vita del Buddha, e in particolare al raggiungimento dell'Illuminazione. Il primo tempio fu costruito dall'imperatore Asoka nel III secolo a.C. e l'attuale tempio risale al V o VI secolo. È uno dei primi templi buddisti costruiti interamente in mattoni ancora in piedi in India, del tardo periodo Gupta. |
|      | Rifugi rupestri di Bhimbetka                                                           | Distretto di Raisen | Culturale (925; iii, v)              | 2003           | I rifugi rupestri di Bhimbetka si trovano ai piedi dei monti Vindhya, all'estremità meridionale dell'altopiano centrale dell'India. All'interno di enormi affioramenti di arenaria, sopra una foresta relativamente densa, ci sono cinque gruppi di ripari naturali nella roccia, che mostrano dipinti che sembrano risalire dal periodo mesolitico fino al periodo storico. Le tradizioni culturali degli abitanti dei ventuno villaggi adiacenti al sito hanno una forte somiglianza con quelle rappresentate nelle pitture rupestri. |
|      | Stazione Chhatrapati Shivaji (precedentemente stazione Victoria)                       | Mumbai | Culturale (945; ii, iv)              | 2004           | Il Chhatrapati Shivaji Terminus, precedentemente noto come Victoria Terminus Station, a Mumbai, è un eccezionale esempio di architettura neogotica vittoriana in India, mescolata con temi derivanti dall'architettura tradizionale indiana. L'edificio, progettato dall'architetto britannico Frederick William Stevens, divenne il simbolo di Bombay come "Città gotica" e il principale porto mercantile internazionale dell'India. La stazione è stata costruita in 10 anni, a partire dal 1878, secondo un design alto gotico vittoriano basato su modelli italiani del tardo medioevo. La sua notevole cupola in pietra, le torrette, gli archi a sesto acuto e l'eccentrica pianta del terreno si avvicinano all'architettura tradizionale dei palazzi indiani. È un eccezionale esempio dell'incontro di due culture, poiché gli architetti britannici hanno lavorato con gli artigiani indiani per includere la tradizione architettonica indiana e gli idiomi, forgiando così un nuovo stile unico. |
|      | Parco archeologico Champaner-Pavagadh                                                  | Distretto di Panchmahal | Culturale (1101; iii, iv, v, vi)     | 2004           | Una concentrazione di beni archeologici, storici e del patrimonio culturale vivente in gran parte non scavati in un paesaggio impressionante che comprende siti preistorici (calcolitici), una fortezza collinare di un'antica capitale indù e resti della capitale del XVI secolo dello stato del Gujarat. Il sito comprende anche, tra le altre vestigia, fortificazioni, palazzi, edifici religiosi, quartieri residenziali, strutture agricole e impianti idrici, dall'VIII al XIV secolo. Il tempio di Kalikamata in cima alla collina di Pavagadh è considerato un importante santuario, che attrae un gran numero di pellegrini durante tutto l'anno. Il sito è l'unica città islamica pre-Mughal completa e invariata. |
|      | Complesso del Forte Rosso                                                              | Delhi | Culturale (231; ii, iii, iv)         | 2007           | Il complesso del Forte Rosso fu costruito come fortezza del palazzo di Shahjahanabad, la nuova capitale del quinto imperatore Mughal dell'India, Shah Jahan. Chiamato per le sue massicce mura di cinta in arenaria rossa, è adiacente a un forte più antico, il Salimgarh, costruito da Islam Shah Suri nel 1546, con il quale forma il Complesso del Forte Rosso. Gli appartamenti privati sono costituiti da una fila di padiglioni collegati da un canale d'acqua continuo, noto come Nahr-i-Behisht (flusso del paradiso). Il Forte Rosso è considerato rappresentare l'apice della creatività Mughal che, sotto Shah Jahan, fu portata a un nuovo livello di raffinatezza. La pianificazione del palazzo si basa su prototipi islamici, ma ogni padiglione rivela elementi architettonici tipici dell'edificio Mughal, riflettendo una fusione di tradizioni persiane, timuride e indù. La pianificazione innovativa e lo stile architettonico del Forte Rosso, compreso il design del giardino, hanno fortemente influenzato gli edifici e i giardini successivi nel Rajasthan, a Delhi, Agra e oltre. |
|      | Jantar Mantar, Jaipur                                                                  | Jaipur | Culturale (1338; iii, iv)            | 2010           | Il Jantar Mantar, a Jaipur, è un sito di osservazione astronomica costruito all'inizio del XVIII secolo. Comprende una serie di circa 20 strumenti fissi principali. Sono esempi monumentali in muratura di strumenti conosciuti ma che in molti casi hanno caratteristiche specifiche proprie. Progettati per l'osservazione di posizioni astronomiche ad occhio nudo, incarnano numerose innovazioni architettoniche e strumentali. Questo è il più significativo, il più completo e il meglio conservato degli osservatori storici dell'India. È un'espressione delle abilità astronomiche e dei concetti cosmologici della corte di un principe erudito alla fine del periodo Mughal. |
|      | Ghati occidentali                                                                      | Karnataka, Kerala, Maharashtra, Tamil Nadu | Naturale (1342; ix, x)               | 2012           | Più antica delle montagne dell'Himalaya, la catena montuosa dei Ghati occidentali rappresenta caratteristiche geomorfiche di immensa importanza con processi biofisici ed ecologici unici. Gli ecosistemi forestali di alta montagna del sito influenzano il modello meteorologico dei monsoni indiani. Moderando il clima tropicale della regione, il sito presenta uno dei migliori esempi del sistema monsonico del pianeta. Ha anche un livello eccezionalmente alto di diversità biologica ed endemismo ed è riconosciuto come uno degli otto "punti caldi" della diversità biologica del mondo. Le foreste del sito includono alcuni dei migliori rappresentanti di foreste sempreverdi tropicali non equatoriali al mondo e ospitano almeno 325 specie di flora, fauna, uccelli, anfibi, rettili e pesci minacciati a livello globale. |
|      | Fortezze collinari del Rajasthan                                                       | Chittorgarh, Jaipur, Jaisalmer, Jhalawar, Kumbhalgarh, Sawai Madhopur | Culturale (247; ii, iii)             | 2013           | Il sito seriale, situato nello stato del Rajasthan, comprende sei maestosi forti: Chittor, Kumbhalgarh, Ranthambore, Gagron, Amber e quello di Jaisalmer. L'architettura eclettica dei forti testimonia il potere degli stati principeschi Rajput che fiorirono nella regione dall'VIII al XVIII secolo. Racchiusi all'interno di mura difensive, includono i principali centri urbani, palazzi, centri commerciali e altri edifici tra cui templi che spesso precedono le fortificazioni all'interno delle quali si sviluppò un'elaborata cultura di corte che sostenne l'apprendimento, la musica e le arti. Alcuni dei centri urbani racchiusi nelle fortificazioni sono sopravvissuti, così come molti dei templi e altri edifici sacri del sito. I forti sfruttano le difese naturali offerte dal paesaggio: colline, deserti, fiumi e fitte foreste. Sono inoltre dotati di estese strutture di raccolta dell'acqua, in gran parte ancora in uso oggi. |
|      | Rani ki vav (il pozzo a gradini della Regina) presso Patan, Gujarat                    | Patan | Culturale (922; i, iv)               | 2014           | Rani-ki-Vav, sulle rive del fiume Saraswati, fu inizialmente costruito come memoriale di un re nell'XI secolo d.C. I pozzi a gradini sono una forma distintiva di risorse idriche sotterranee e sistemi di stoccaggio nel subcontinente indiano e sono stati costruiti dal III millennio a.C. Rani-ki-Vav è stato costruito all'apice dell'abilità degli artigiani nella costruzione di pozzi a gradini e dello stile architettonico Maru-Gurjara, riflettendo la padronanza di questa tecnica complessa e la grande bellezza dei dettagli e delle proporzioni. Progettato come un tempio rovesciato che mette in risalto la santità dell'acqua, è diviso in sette livelli di scale con pannelli scultorei di alta qualità artistica; più di 500 sculture principali e oltre mille minori combinano immagini religiose, mitologiche e secolari, facendo spesso riferimento a opere letterarie. Il quarto livello è il più profondo e immette in una vasca rettangolare a una profondità di 23 m. |
|      | Area di conservazione del Parco nazionale di Great Himalayan                           | Distretto di Kullu | Naturale (1406; x)                   | 2014           | Questo Parco nazionale nella parte occidentale delle montagne dell'Himalaya, nello stato dell'Himachal Pradesh, è caratterizzato da alte vette alpine, prati alpini e foreste fluviali. Il sito di 90 540 ettari comprende le sorgenti di acque glaciali e di disgelo della montagna superiore di diversi fiumi e i bacini di approvvigionamento idrico che sono vitali per milioni di persone a valle. Il parco protegge le foreste colpite dai monsoni e i prati alpini delle catene frontali dell'Himalaya. Fa parte del punto caldo della biodiversità dell'Himalaya e comprende venticinque tipi di foresta insieme a un ricco insieme di specie faunistiche, molte delle quali sono minacciate. |
|      | L'opera architettonica di Le Corbusier, un contributo eccezionale al Movimento Moderno | Chandigarh (altri 16 sono in Argentina, Belgio, Francia, Germania, Giappone e Svizzera)                                                                                           | Culturale (1321; i, ii, vi)          | 2016           | Scelti dall'opera di Le Corbusier, i 17 siti che compongono questa proprietà seriale transnazionale sono distribuiti in sette paesi e sono una testimonianza dell'invenzione di un nuovo linguaggio architettonico che ha rotto con il passato. Furono costruiti nell'arco di mezzo secolo, nel corso di quella che Le Corbusier definì "ricerca paziente" e riflettono le soluzioni che il Movimento Moderno ha cercato di applicare durante il XX secolo alle sfide di inventare nuove tecniche architettoniche per rispondere ai bisogni della società. Questi capolavori di genio creativo attestano anche l'internazionalizzazione della pratica architettonica in tutto il pianeta. Il sito indiano della serie comprende il piano urbanistico e gli edifici originari della città di Chandigarh. |
|      | Sito archeologico di Nālandā Mahavihara presso Nālandā, Bihar                          | Distretto di Nalanda | Culturale (1502; iv, vi)             | 2016           | Il sito di Nālandā Mahavihara comprende i resti archeologici di un'istituzione monastica e scolastica databili dal III secolo a.C. al XIII secolo d.C. Comprende stupa, santuari, vihara (edifici residenziali ed educativi) e importanti opere d'arte in stucco, pietra e metallo. Nālandā si distingue come la più antica università del subcontinente indiano. Si impegnò nella trasmissione organizzata della conoscenza per un periodo ininterrotto di 800 anni. Lo sviluppo storico del sito testimonia lo sviluppo del buddismo in una religione e il fiorire di tradizioni monastiche ed educative. |
|      | Parco nazionale di Khangchendzonga                                                     | Distretto del Sikkim Settentrionale | Misto (1513; iii, vi, vii, x)        | 2016           | Situato nel cuore della catena himalayana, il Parco nazionale di Khangchendzonga comprende una varietà unica di pianure, valli, laghi, ghiacciai e spettacolari montagne innevate ricoperte da antiche foreste, tra cui la terza più alta del mondo picco, il monte Khangchendzonga. Storie mitologiche sono associate a questa montagna e a un gran numero di elementi naturali (grotte, fiumi, laghi, ecc.) che sono oggetto di culto da parte delle popolazioni indigene del Sikkim. I significati sacri di queste storie e pratiche sono stati integrati con le credenze buddiste e costituiscono la base dell'identità sikkimese. |
|      | Città storica di Ahmadabad                                                             | Ahmedabad | Culturale (1551; ii, v)              | 2017           | La città fortificata di Ahmadabad, fondata dal sultano Ahmad Shah nel XV secolo, sulla sponda orientale del fiume Sabarmati, presenta un ricco patrimonio architettonico del periodo del sultanato, in particolare la cittadella di Bhadra, le mura e le porte della città e numerose moschee e tombe, nonché importanti templi indù e giainisti di epoche successive. Il tessuto urbano è costituito da case tradizionali densamente popolate (pol) in strade tradizionali recintate (pura) con elementi caratteristici come mangiatoie per uccelli, pozzi pubblici e istituzioni religiose. La città ha continuato a prosperare come capitale dello stato del Gujarat per sei secoli, fino ai giorni nostri. |
|      | Complessi gotico-vittoriani e art-déco di Mumbai                                       | Mumbai | Culturale (1480; ii, iv)             | 2018           | Divenuta un centro commerciale globale, la città di Mumbai attuò un ambizioso progetto urbanistico nella seconda metà del XIX secolo, che ha portato alla costruzione di complessi di edifici pubblici che costeggiano lo spazio aperto dell'Oval Maidan, prima in stile neogotico vittoriano e poi, all'inizio del XX secolo, in forme Art déco. Il complesso vittoriano comprende elementi indiani adatti al clima, inclusi balconi e verande. Gli edifici Art déco, con i loro cinema e gli edifici residenziali, fondono il design indiano con l'immaginario art déco, creando uno stile unico che è stato descritto come "Indo-Déco". Questi due gruppi di edifici testimoniano le fasi di modernizzazione che Mumbai ha subito nel corso dei secoli XIX e XX. |
|      | Città di Jaipur, Rajasthan                                                             | Jaipur | Culturale (1605; ii, iv, vi)         | 2019           | La città fortificata di Jaipur, nel Rajasthan, è stata fondata nel 1727 da Sawai Jai Singh II. A differenza di altre città della regione situate in un terreno collinare, Jaipur è stata fondata in pianura e costruita secondo un piano a griglia interpretato alla luce dell'architettura vedica. Le strade sono caratterizzate da attività commerciali lungo colonnati continui che si intersecano nel centro, creando grandi piazze pubbliche chiamate chaupar. Mercati, negozi, residenze e templi costruiti lungo le vie principali hanno facciate uniformi. La pianificazione urbana della città mostra uno scambio di idee dall'antica cultura indù e dall'inizio di quella moderna Mughal, nonché dalle culture occidentali. Il piano a griglia è un modello prevalente in Occidente, mentre l'organizzazione dei diversi settori della città (chowkri) si rifà ai concetti tradizionali indù. Progettata per essere una capitale commerciale, la città ha mantenuto fino ad oggi le sue tradizioni commerciali, artigianali e cooperative locali. |
|      | Tempio kakatiya di Rudreshwara (Ramappa), Telangana                                    | Palampet | Culturale (1570; i, iii)             | 2021           | Rudreshwara, popolarmente conosciuto come Tempio di Ramappa, è il principale tempio di Shiva in un complesso murato costruito durante il periodo dei Kakatiya (1123–1323 d.C.) sotto i governanti Rudradeva e Recharla Rudra. La costruzione del tempio in arenaria iniziò nel 1213 e si ritiene che sia continuata per circa 40 anni. L'edificio presenta travi e pilastri decorati in granito scolpito e dolerite con un caratteristico vimana piramidale (torre a gradoni orizzontali) realizzato con mattoni leggeri porosi, i cosiddetti "mattoni galleggianti", che riducevano il peso delle strutture del tetto. Le sculture di alta qualità artistica del tempio illustrano i costumi della danza regionale e la cultura kakatiya. Situato ai piedi di un'area boschiva e tra campi agricoli, vicino alle rive del Ramappa Cheruvu, un serbatoio d'acqua costruito dai Kakatiya, la scelta dell'ambientazione per l'edificio ha seguito l'ideologia e la pratica sancita nei testi dharmici secondo cui i templi devono essere costruiti per formare parte integrante di un ambiente naturale, comprendente colline, foreste, sorgenti, torrenti, laghi, bacini idrografici e terreni agricoli.                                                              |
|      | Dholavira: una città harappana                                                         | Khadirbet | Culturale (1645; iii, iv)            | 2021           | L'antica città di Dholavira, il centro meridionale della civiltà di Harappa, si trova sull'arida isola di Khadir nel Gujarat. Occupato tra il 3000 e il 1500 a.C., il sito archeologico comprende una città fortificata e un cimitero. Due corsi d'acqua stagionali fornivano l'acqua alla città murata che comprende un castello massicciamente fortificato e un luogo cerimoniale, nonché strade e case di diversa qualità e proporzione che testimoniano un ordine sociale stratificato. Un sofisticato sistema di gestione dell'acqua dimostra l'ingegnosità del popolo di Dholavira nella sua lotta per sopravvivere e prosperare in un ambiente ostile. Il sito comprende un grande cimitero con cenotafi di sei tipi che testimoniano la visione unica della morte degli Harappani. Laboratori di lavorazione delle perline e di manufatti di vario genere come rame, conchiglia, pietra, gioielli di pietre semipreziose, terracotta, oro, avorio e altri materiali sono stati trovati durante gli scavi archeologici del sito, esibendo le conquiste artistiche e tecnologiche di quella cultura. Sono state scoperte anche prove del commercio interregionale con altre città harappane, nonché con le città della Mesopotamia e della penisola dell'Oman. |
|      | Santiniketan                                                                           | Bolpur | Culturale (1375; iv, vi)             | 2023           | Fondata nelle zone rurali del Bengala occidentale nel 1901 dal famoso poeta e filosofo Rabindranath Tagore, Santiniketan era una scuola residenziale e un centro artistico basato sulle antiche tradizioni indiane e su una visione dell'unità dell'umanità che trascendeva i confini religiosi e culturali. Una "università mondiale" fu fondata a Santiniketan nel 1921, riconoscendo l'unità dell'umanità o Visva Bharati. Distinto dagli orientamenti architettonici coloniali britannici prevalenti dell'inizio del XX secolo e dal modernismo europeo, Santiniketan rappresenta approcci verso una modernità pan-asiatica, attingendo a tradizioni antiche, medievali e popolari provenienti da tutta la regione. |
|      | Complessi sacri degli Hoysala                                                          | Belur, Halebidu, Somanathapura | Culturale (1670; i, ii, iv)          | 2023           | Questo patrimonio seriale comprende i tre esempi più rappresentativi di complessi di templi in stile Hoysala nell'India meridionale, risalenti al XII-XIII secolo: il tempio di Chennakeshava a Belur, il tempio di Hoysaleśwara a Halebidu e il tempio di Keshava a Somanathapura. Lo stile dell'impero Hoysala è stato creato attraverso un'attenta selezione delle caratteristiche dei templi contemporanei e di quelle del passato per creare un'identità diversa dai regni vicini. I santuari sono caratterizzati da sculture iperrealistiche e incisioni in pietra che coprono l'intera superficie architettonica, una piattaforma circumambulatoria, una galleria scultorea di grandi dimensioni, un fregio a più livelli e sculture della leggenda di Sala. L'eccellenza dell'arte scultorea è alla base della realizzazione artistica di questi complessi di templi, che rappresentano una tappa significativa nello sviluppo storico dell'architettura dei templi indù. |
|      | Moidam - il sistema di tumuli sepolcrali della dinastia Ahom                           | Distretto di Charaideo | Culturale (1711; iii, iv)            | 2024           | Situato ai piedi dei monti Patkai nell'Assam orientale, il sito contiene la necropoli reale dei Tai-Ahom. Per 600 anni i Tai-Ahom crearono moidam (tumuli funerari) accentuando la topografia naturale di colline, foreste e acqua, formando così una geografia sacra. Furono piantati baniani e altri alberi usati per le bare e i manoscritti sulla corteccia e furono creati bacini idrici. All'interno del sito si trovano novanta moidam con volte cave costruite in mattoni, pietra o terra di diverse dimensioni. Contengono i resti dei re Ahom insieme a corredi funerari come cibo, cavalli ed elefanti, e talvolta regine e servi. I rituali Tai-Ahom di "Me-Dam-Me-Phi" e "Tarpan" sono praticati nella necropoli di Charaideo. Sebbene i moidam si trovino in altre aree della valle del Brahmaputra, quelli inclusi nel sito sono considerati eccezionali. |
|      | Paesaggi militari Maratha dell'India                                                   | Distretto di Kolhapur, Distretto di Nashik, Distretto di Pune, Distretto di Raigad, Distretto di Ratnagiri, Distretto di Satara, Distretto di Sindhudurg, Distretto di Viluppuram | Culturale (1739; iv, vi)             | 2025           | Il sito comprende dodici importanti fortificazioni, perlopiù nello stato del Maharashtra, con una nel Tamil Nadu. Questi forti, come Raigad, Shivneri e Sindhudurg, furono costruiti, adattati o ampliati dai Maratha tra la fine del XVII e l'inizio del XIX secolo. Strategicamente situati su terreni costieri e montuosi, formavano un complesso sistema difensivo a supporto del predominio militare dei Maratha, della protezione commerciale e del controllo territoriale. Questa rete ebbe un ruolo chiave nell'ascesa dei Maratha come importante forza politica e militare. |

## Siti candidati
| Foto | Sito | Luogo | Tipo                             | Anno       | Descrizione |
| ---- | --- | --- | -------------------------------- | ---------- | --- |
|      | Templi presso Bishnupur | Bishnupur | Culturale (1087)                 | 03/07/1998 | Costruiti in mattoni e anche in laterite, i templi di Bishnupur sono per lo più di tipo Eka-Ratna con un'unica torre su un tetto spiovente e una cella quadrata (Garbhagriha) fiancheggiata da un portico su ogni lato con tre archi a più cuspidi (cioè Lalji, Kalachand, Radhashyam, Jormandir e Nandalal). Oltre a questi ce ne sono alcuni con più torri di tipo Pancha Ratna (Shyam Rai). Il tempio Jor-Bangla (1655) ha un carattere distintivo con due strutture dochala unite da un Charchala Sikhara nella parte superiore. Il Rasmancha (1600) rappresenta uno stile architettonico singolare con un tetto piramidale che poggia su un ampio basamento in laterite. Il santuario è racchiuso da tre successive gallerie circumambulatoriali. |
|      | Palazzo di Mattancherry, Ernakulam, Kerala                                                                                    | Kochi | Culturale (1092)                 | 03/07/1998 | Il Palazzo di Mattancherry fu costruito intorno al 1555 d.C. dai portoghesi. Si tratta di un edificio quadrangolare a due ordini composto da lunghi e spaziosi saloni. Il cortile centrale aperto custodisce la divinità tutelare della famiglia reale Pazhayannur Bhagwati. Il piano superiore è costituito da una sala dell'incoronazione, una camera da letto nota come camera del Ramayana, una sala da pranzo, una sala delle assemblee e la scala. C'è anche una camera tra il primo piano e il piano terra usata come "harem" dai sovrani. |
|      | Gruppo di monumenti presso Mandu, Madhya Pradesh                                                                              | Mandav | Culturale (1095)                 | 03/07/1998 | Il gruppo di monumenti di Mandu include 61 monumenti protetti e dichiarati di importanza nazionale tra cui le mura fortificate. I più significativi sono le grotte e i templi (Grotte di Lohani e Templi Saiva), la Moschea di Dilawar Khan, il Hindola Mahal, il Jahaz Mahal, la Tomba di Hoshang Shah, la Jami Masjid, la Madrasa o Ashrafi Mahal, la Moschea di Malik Mughith, il Dai-Ki-Chhoti Bahen-Ka-Mahal, il Palazzo Baz-Bahadurts, il Padiglione di Rupmati e la Tomba di Darya Khan. |
|      | Antico sito buddista, Sarnath, Varanasi, Uttar Pradesh                                                                        | Distretto di Varanasi | Culturale (1096)                 | 03/07/1998 | I monumenti di Sarnath si possono dividere in due gruppi: il gruppo A comprende lo Stupa di Chaukhandi e il gruppo B tutti gli altri monumenti, come ad esempio stupa, monasteri, templi, ecc. Lo Stupa di Chaukhandi è un'alta struttura in mattoni coronata da una torre ottagonale. La torre ottagonale è un monumento Moghul costruito da Goverdhan, figlio di Raja Todar Mal nel 1588 d.C. per commemorare la visita di Humayun in questo luogo. Il secondo gruppo che contiene resti di diversi stupa, monasteri e pilastri di Ashoka è costruito in mattoni e pietra e databile al III secolo a.C. al XII secolo d.C., costituisce il segmento maggiore del sito. Il pilastro di Ashoka, lo Stupa Dharamrajika, lo Stupa Dhamek, i resti del tempio e una serie di monasteri e stupa votivi sono i resti più importanti del sito. |
|      | Sri Harimandir Sahib, Amritsar, Punjab                                                                                        | Amritsar | Culturale (1858; iii, iv, vi)    | 05/01/2004 | La parola "Sikh" deriva dalla parola sanscrita sishya che significa discepolo/devoto seguace. Lo stesso principio di partecipazione universale è esteso alla progettazione e realizzazione del complesso. Al centro dell'Amrit-sass ("pozza di nettare") c'è l'Harimandir (sanctum sanctorum), che è collegato tramite la strada rialzata al Darshini Deori. La sua posizione al centro della piscina simboleggia la sintesi di nirgun e sargun, i regni spirituali e temporali dell'esistenza umana. L'intero edificio, compresa la facciata esterna, è riccamente decorato con motivi floreali intarsiati in marmo, dipinti a tempera o sbalzati in metallo. |
|      | Isola fluviale di Majuli nel corso centrale del fiume Brahmaputra in Assam                                                    | Distretto di Majuli | Culturale (1870; ii, iii, v, vi) | 02/03/2004 | L'isola di Majuli si trova in un delta fluviale interno, un evento geografico unico e un risultato delle dinamiche del vasto sistema fluviale del Brahmaputra. Ci sono un totale di 30 Sattra a Majuli, molti dei quali si trovano sulla terraferma, pochi sono nelle aree di Chapori, con una regione d'influenza spirituale distinta. Questi villaggi sattra e altri insediamenti vernacolari ospitano persone di varie origini etniche come Mising, Deori, Sonowal Kachari, Koch, Kaivartta e Nath. Gli insediamenti hanno caratteristiche e tipologie edilizie proprie. Tutti questi insediamenti sono intervallati dal paesaggio naturale unico con un'ampia varietà di corpi idrici e boschetti che ospitano la flora e la fauna uniche dell'isola. La comprensione dei sistemi di questo fenomeno naturale da parte delle popolazioni locali è completa ed esibita nei sistemi di conoscenza locali e la nomenclatura di ogni componente naturale del paesaggio si è evoluta nel corso del tempo.                                            |
|      | Parco nazionale di Namdapha                                                                                                   | Distretto di Changlang | Naturale (2104; vii, ix, x)      | 15/03/2006 | Tra le ultime grandi aree remote e selvagge dell'Asia, Namdapha e le sue aree adiacenti sono fiancheggiata dalle colline del Patkai a sud e sud-est e dall'Himalaya a nord. Le foreste continuano oltre il confine con il Myanmar, con diverse aree protette adiacenti, tra cui l'enorme Riserva delle tigri della valle di Hukawng. L'intera area è montuosa e comprende il bacino del fiume Noa-Dihing, un affluente del grande fiume Brahmaputra che scorre verso ovest attraverso il centro di Namdapha. Numerosi torrenti sfociano nel Noa-Dihing e nella zona sono abbondanti gli stagni forestali e le lagune salate naturali. Il parco si estende su un'ampia gamma altitudinale da 200 m a 4571 m a Dapha Bum, il punto più alto del parco. Il terreno è ripido e impervio; le aree interne e superiori non sono state esplorate, tranne che dai cacciatori delle comunità locali. |
|      | Santuario dell'Asino selvatico, Piccolo Rann di Kutch                                                                         | Distretto del Kutch | Naturale (2105; x)               | 15/03/2006 | Il Santuario dell'asino selvatico si trova nel Piccolo Rann di Kutch e copre un'area di 4 954 km². Il Santuario prende il nome da una sottospecie di asino selvatico (Equus hemionus khur), la cui ultima popolazione trova rifugio nel suo territorio. Il Rann è uno dei paesaggi più straordinari e unici del suo genere in tutto il mondo: è una vasta superficie nuda essiccata e ininterrotta di limo scuro, incrostata di sali che si trasforma in una spettacolare zona umida costiera dopo le piogge. |
|      | Parco nazionale di Neora Valley                                                                                               | Distretto di Kalimpong | Naturale (5447; vii, x)          | 26/05/2009 | Il Parco nazionale della Valle di Neora, copre un'area totale di 88 km² ed è composto da un lembo compatto di foresta vergine, ricco di biodiversità situato nell'Himalaya orientale, un "punto caldo della biodiversità" globale. Il Parco è unico ed ecologicamente importante in quanto comprende una zona relativamente inaccessibile di foreste di successione tardiva con una ricca diversità e un'ampia gamma di gradienti ambientali da 183 m a 3200 m. Le foreste temperate nella Neora Valley che si trovano ad altitudini dove l'umidità tende a condensarsi e a rimanere nell'aria durante la stagione calda e umida sono tra le foreste temperate più spettacolari e ricche di specie del mondo. |
|      | Parco nazionale del Deserto                                                                                                   | Distretto di Barmer, Distretto di Jaisalmer | Naturale (5448; vii, viii, x)    | 26/05/2009 | Il deserto del Thar, sebbene sia uno dei deserti più piccoli del mondo, ospita una vasta gamma di specie di flora e fauna. È l'unico posto dove si trovano naturalmente l'otarda maggiore indiana, la gazzella indiana, la Prosopis cineraria e la Tecomella undulata, rispettivamente uccello, animale, albero e fiore di stato del Rajasthan. Il deserto del Thar mostra elementi paleartici, orientali e sahariani ed è un eccezionale esempio di storia geologica che rappresenta le diverse fasi dell'evoluzione. Ha anche testimonianze fossili risalenti al periodo giurassico che indicano clima caldo e umido caratterizzato da fitte foreste. |
|      | Siti della Via della Seta in India                                                                                            | Aonla, Delhi, Distretto di Bhagalpur, Distretto di Fatehgarh Sahib, Distretto di Kaushambi, Distretto di Nagapattinam, Distretto di Pondicherry, Distretto di Shravasti, Distretto di Vaishali, Divisione del Kashmir, Kushinagar, Nalasopara | Culturale (5492; ii, iii, vi)    | 20/01/2010 | L'India era ben collegata con la Via della Seta da tre probabili corridoi: il primo percorso era via Srinagar, Gilgit e la catena del Karakoram, un altro transitava per Purushapur e l'ultimo era via Hadda, Kapisa, Bamiyan e infine si univa alla Via della Seta vicino a Balkh. Le rotte sopra menzionate erano utilizzate dagli indiani e dai viaggiatori stranieri per il commercio e il pellegrinaggio. Un altro importante percorso collegato alla Via della Seta dall'Uttrapatha attraverso lo Yunnan e la Birmania. Questa rotta era utilizzata per il commercio con la Cina sudoccidentale. Di questi percorsi restano diverse testimonianze e dodici siti sono stati selezionati per questa candidatura: le rovine dell'antica Vaiśālī, i resti dell'antica università Vikramashila, i resti buddisti presso Kushinagar, Sāvatthī, Kosambi, Ahichchhatra, il sito antico e lo stupa buddista di Sanghol, Arikamedu, i resti di Kavaripattnam, l'antico monastero e stupa di Harwan, Burud Kot (o Stupa di Nalla Sopara) e Indraprastha. |
|      | Monumenti dei Qutb Shahi di Hyderabad: Forte di Golconda, Tombe dei Qutb Shahi, Charminar                                     | Hyderabad | Culturale (5573; i, ii, iii, iv) | 10/09/2010 | I monumenti dei Qutb Shahi sono i monumenti più antichi e significativi delle città gemelle di Golconda e Hyderabad, successive capitali del Sultanato islamico dei Qutb Shahi (1518-1687). Leggendario centro del commercio dei diamanti, Golconda era una città fortificata medievale completa di funzioni residenziali, militari e di corte. Il complesso delle tombe dei Qutb Shahi era una grande necropoli reale nel caratteristico stile architettonico dei Qutb Shahi. Man mano che la corte cresceva oltre i confini del forte di Golconda, fu fondata la metropoli di Hyderabad con il monumentale Charminar al centro come simbolo del grande millennio islamico. |
|      | Giardini moghul nel Kashmir                                                                                                   | Achabal, Duru-Verinag, Srinagar | Culturale (5580; i, ii, iv)      | 13/12/2010 | Tutti i sei giardini candidati sono generalmente classificati come tardi giardini moghul, che si sono evoluti dai loro primi prototipi come i giardini della tomba di Humayun e, oltre ad essere di eccezionale bellezza, sono insostituibili per la comprensione dell'evoluzione e del culmine del giardino moghul. Inoltre i giardini di Nishat Bagh, Shalimar, Achabal, Chashme Shahi, Pari Mahal e Verinag dimostrano anche le eccellenti capacità ingegneristiche dei Moghul nell'uso ottimale della difficile topografia e dell'abbondante fornitura di acqua nella disposizione di questi giardini di piacere nei siti appositamente scelti. L'uso delle terrazze come passerelle rialzate (khayaban) e i numerosi chadar a cascata sono le caratteristiche chiave della topografia nei giardini moghul del Kashmir. I giardini di Nishat, Shalimar, Chasma Shahi e Pari Mahal vicino a Srinagar dimostrano anche un'eccezionale ingegnosità nella creazione di collegamenti fisici e visivi con il Lago Dal e altri luoghi monumentali.     |
|      | Delhi - una città patrimonio                                                                                                  | Delhi | Culturale (5743; ii, v, vi)      | 22/05/2012 | Delhi è senza dubbio una città di rilievo e importanza internazionale. L'aura grandiosa di Delhi risale a molti secoli fa e il suo eccezionale valore universale deriva dal fatto che era la capitale di regni importanti e spesso imperi subcontinentali, che in molti modi hanno facilitato lo sviluppo di una sintesi culturale che fiorì in una forma matura e sofisticata e a sua volta esercitò un'influenza su un'ampia area geografica. La candidatura si riferisce al paesaggio urbano storico sopravvissuto di Delhi e comprende i quattro quartieri di Mehrauli, Nizamuddin, Shahjahanabad e Nuova Delhi che conservano un eccezionale valore universale. |
|      | Monumenti e forti del Sultanato del Deccan                                                                                    | Bidar, Bijapur, Gulbarga, Hyderabad | Culturale (5887; ii, iii)        | 15/04/2014 | Il contributo del Sultanato del Deccan alle arti e all'architettura dell'India è impressionante con i monumenti iconici indo-islamici costruiti a Gulbarga, Bidar, Bijapur e Hyderabad. Gulbarga si è evoluta come la prima capitale dei regni Bahmani nella metà del XIV secolo d.C. comprese le sue imponenti fortificazioni, la Jami Masjid e le tombe reali; Bidar è stata la successiva capitale Bahmani nella metà del XV secolo d.C.; un'ulteriore evoluzione dello stile del Sultanato del Deccan si è avuto con la dinastia ʿĀdil Shāhī nei monumenti di Bijapur come il Gol Gumbaz che si erge come la seconda cupola più grande del mondo; infine la diversificazione finale e la manifestazione dello stile si osserva nei monumenti dei Qutb Shahi del forte di Golconda, nelle tombe reali e nel Charminar a Hyderabad. |
|      | Cellular Jail, Isole Andamane                                                                                                 | Port Blair | Culturale (5888; iv, vi)         | 15/04/2014 | Cellular Jail è stata costruita durante la fase della storia indiana in cui era in aumento il malcontento contro il dominio britannico, evidente attraverso i vari movimenti civili in tutta l'India. I governanti coloniali tentavano disperatamente di sopprimere lo spirito di libertà, facendo ricorso a sistemi penali che hanno comportato il completo isolamento dei prigionieri in un'area remota come le isole Andamane insieme all'impiego di brutali torture fisiche e punizioni come uno dei modi per reprimere queste rivolte. Questo isolamento gli uni dagli altri e dalla terraferma aveva lo scopo di reprimere i sentimenti nazionalisti tra i prigionieri e le persone che si ribellavano nell'India continentale. |
|      | Gruppi iconici di tessiture di sari dell'India                                                                                | Bhoodan Pochampally, Chanderi, Choutuppal, Mubarakpur, Paithan, Sualkuchi, Varanasi, Yevla | Culturale (5890; iii, v)         | 15/04/2014 | L'artigianato dei sari non si limita solo al prodotto finale ma anche influenza anche lo spazio in cui vengono prodotti. Le case degli artigiani sono un esempio di architettura vernacolare, evolutasi in un ampio arco di tempo. Il piano della casa di un tessitore si è sviluppato dalle esigenze di sostentamento degli abitanti. Costruiti con materiali locali e tecnologia disponibile, soddisfano adeguatamente le esigenze degli artigiani. Questa candidatura seriale pan-indiana comprende otto siti in cinque stati e si concentra sugli elementi tangibili dei gruppi di tessiture indipendentemente dalla popolarità del sari prodotto. |
|      | Paesaggio culturale degli Apatani                                                                                             | Ziro | Culturale (5893; iii, v)         | 15/04/2014 | Circondata da dolci colline blu e topograficamente isolata dal resto degli abitati della regione, la Valle di Ziro rappresenta un esempio di come la convivenza tra uomo e natura sia stata perfezionata nel corso dei secoli dalla civiltà degli Apatani. La valle si trova nascosta nelle catene più basse dell'Himalaya orientale, nello stato dell'Arunachal Pradesh. Gli Apatani sono noti per il loro uso giudizioso di un territorio limitato che si è evoluto grazie a una sperimentazione secolare. Ci sono aree separate per l'insediamento umano, la coltivazione irrigua del riso, la coltivazione a secco, cimiteri comunitari, giardini di pini e bambù, piantagioni private e foreste comunitarie. |
|      | Tempio di Sri Ranganathaswamy, Srirangam                                                                                      | Tiruchirappalli | Culturale (5894; i, ii, iii, v)  | 15/04/2014 | Il tempio di Sri Ranganathaswamy è uno dei templi visnuiti più illustri del paese, dedicato a Ranganatha, una forma sdraiata della divinità indù, Bhagwan (Dio o Signore) Visnù. Situato in un ambiente etereo sull'isola di Srirangam che è delimitata dai due fiumi Kaveri e il suo affluente Kollidam, questo tempio vivente e sacro centro di pellegrinaggio è considerato il primo e il più importante tra i 108 Divya Desam dedicati a Visnù. |
|      | Monumenti della città insulare di Shrirangapattana                                                                            | Shrirangapattana | Culturale (5895; i, ii, iii, iv) | 15/04/2014 | Sebbene Shrirangapattana sia un centro di grande importanza storica, religiosa e culturale e uno dei più importanti centri di pellegrinaggio nel sud dell'India, il suo valore risiede nella rappresentazione di diverse fasi di sviluppo dell'architettura militare nelle tradizioni indù e islamiche che vanno dall'Impero Hoysala, all'Impero di Vijayanagara e al periodo successivo fino alle tradizioni islamiche introdotte nel periodo di Hyder Ali e Tippu Sultan. Questo forte fu soggiogato solo quattro volte: due volte dai re di Vijayanagara e poi dagli inglesi, a seguito di un assedio. Questo fatto indica l'inespugnabilità del forte. È l'ultimo barlume dell'architettura di difesa dell'India meridionale. |
|      | Lago Chilika | Distretto di Ganjam, Distretto di Khordha, Distretto di Puri | Naturale (5896; ix, x)           | 15/04/2014 | Il lago Chilika è il più grande lago di acqua salmastra a carattere di estuario che si estende lungo la costa orientale dell'India. È considerato la più grande laguna dell'India ed è annoverato tra le più grandi lagune del mondo. È il più grande sito di svernamento per uccelli acquatici migratori nel subcontinente indiano. È uno dei punti caldi della biodiversità nel paese e alcune specie rare, vulnerabili e in via di estinzione abitano nell'area del lago per almeno parte del loro ciclo di vita. |
|      | Palazzo di Padmanabhapuram | Padmanabhapuram | Culturale (5897; iii, iv)        | 15/04/2014 | Il Palazzo di Padmanabhapuram è un notevole palazzo in legno del XVI secolo d.C. già residenza dei Maharaja di Travancore (dal 1550 al 1750). Ricco di intricate sculture in legno e dipinti parietali decorati, il Palazzo è un eccezionale esempio di tecniche di costruzione e artigianato in legno indigeni, uno stile senza pari al mondo e basato sul sistema di costruzione storico, chiamato Taccusastra (la scienza della falegnameria), unico in questa regione. |
|      | Siti della satyagraha, movimento di liberazione non-violento dell'India                                                       | 22 componenti | Culturale (5899; iv, vi)         | 15/04/2014 | La serie contiene siti associati al movimento per la libertà non violento dell'India, un esempio raro e notevole di emancipazione politica raggiunta durante la prima metà del XX secolo che è diventato il modello per le resistenze civili in tutto il mondo. In consonanza con la filosofia gandhiana della nonviolenza, sono stati identificati due tipi di siti da associare al movimento Satyagraha. I primi sono gli Ashram istituiti dal Mahatma Gandhi che fungevano da centri di formazione per l'indottrinamento dei principi e degli istinti della nonviolenza, o Satyagraha. I secondi includono i siti più rappresentativi del significato storico e dei mezzi non violenti di agitazione civile di massa contro il opprimente dominio britannico in cui è stato condotto il movimento politico della Satyagraha. |
|      | Villaggio fortificato di Thembang                                                                                             | Distretto del Kameng Occidentale | Culturale (5913; ii, iii, v)     | 15/04/2014 | Thembang, l'insediamento dei Monpa, è un villaggio all'interno di un'area fortificata di circa 3,2 acri. Ospita diverse strutture antiche e storiche e ha attirato l'interesse per lo Dzong fortificato costruito utilizzando la tecnologia tradizionale della regione. A causa della ricchezza delle strutture del patrimonio trovate nel villaggio, la gente del posto considera il villaggio di Thembang stesso come un monumento. |
|      | Isola di Narcondam | Distretto di Andaman Settentrionale e Centrale | Naturale (5914; viii, ix, x)     | 15/04/2014 | Narcondam è un'isola oceanica di origine vulcanica di 6,8 km² situata nelle Isole Andamane, nel Golfo del Bengala. Narcondam è unica per la presenza dell'endemico bucero di Narcondam (Rhyticeros narcondami), che si trova solo qui. Questo bucero ha la dimansione più piccola tra le 31 specie di buceri asiatici. La specie è riconosciuta come in pericolo nella Lista Rossa dell'IUCN. |
|      | Ekamra Kshetra - la città dei templi, Bhubaneswar                                                                             | Bhubaneswar | Culturale (5916; i, ii, iii)     | 15/04/2014 | È raro trovare un numero così elevato di monumenti antichi in un solo posto, come a Ekamra Kshetra. Soprannominata la "Città dei Templi" grazie ai 700 templi che un tempo vi sorgevano, ne vanta ancora un gruppo notevole, che costituisce un campionario completo dell'architettura Kalinga quasi dalla sua nascita al suo culmine con il Tempio di Lingaraj, descritto come "uno dei migliori esempi di tempio puramente indù in India" dallo storico dell'architettura James Ferugsson. Insieme ad altri componenti come corpi idrici, la griglia stradale e la zonizzazione urbana, Ekamra Kshetra è un eccezionale esempio di pianificazione urbana indù basata sull'applicazione del concetto di Mandala. |
|      | Insediamento neolitico di Burzahom                                                                                            | Distretto di Srinagar | Culturale (5917; ii, iii, v)     | 15/04/2014 | Il sito neolitico di Burzahom porta alla luce le transizioni nei modelli di abitazione umana dal periodo neolitico al periodo megalitico fino al primo periodo storico. Dalla transizione nell'architettura allo sviluppo delle tecniche di fabbricazione degli utensili all'introduzione e diffusione della lenticchia nell'India nord-occidentale, il sito di Burzahom narra in maniera unica e completa la vita tra il 3000 e il 1000 a.C.. |
|      | Resti archeologici di una città portuale harappana, Lothal                                                                    | Dholka | Culturale (5918; v)              | 15/04/2014 | Il sito di Lothal è l'unica città portuale della Civiltà della valle dell'Indo. La metropoli, divisa in una città alta e una città bassa, aveva nel suo lato settentrionale un bacino con mura verticali, canali di ingresso e di uscita che è stato identificato come un arsenale di marea. L'immagine satellitare mostra che il canale del fiume, ora prosciugato, avrebbe portato un notevole volume d'acqua durante l'alta marea che avrebbe riempito il bacino e facilitato la navigazione delle barche a monte. I resti di ancore in pietra, conchiglie marine, sigilli che fanno risalire la loro origine nel Golfo Persico insieme alla struttura identificata come magazzino aiutano ulteriormente la comprensione del funzionamento del porto di Lothal. |
|      | Ferrovie di montagna dell'India (estensione)                                                                                  | Distretto di Kangra, Distretto di Mandi, Distretto di Pathankot, Distretto di Raigad | Culturale (5919; ii, iv)         | 15/04/2014 | La Matheran Hill Railway e la Kangra Valley Railway sono eccezionali esempi di ferrovie passeggeri collinari. Inaugurate all'inizio del XIX secolo, queste ferrovie applicavano soluzioni ingegneristiche audaci e ingegnose al problema di stabilire un collegamento ferroviario efficace attraverso un terreno montuoso di grande bellezza. Sono ancora pienamente operative come esempio vivente dell'impresa ingegneristica del XIX secolo. |
|      | Chettinad, gruppi di villaggi dei mercanti tamil                                                                              | Distretto di Pudukkottai, Distretto di Sivaganga | Culturale (5920; ii, v, vi)      | 15/04/2014 | Il Chettinad possiede alcune eccezionali caratteristiche della pianificazione urbana e rurale che creano un insieme architettonico unico con migliaia di case sontuose. Questo insieme riflette il modo in cui viveva la comunità tamil dei Chettiar. Come risultato dei loro viaggi, hanno integrato molteplici influenze nelle tradizioni tamil. Questa miscela rappresenta l'unicità del Chettinad. La candidatura proposta è composta da tre serie di villaggi con carattere urbano che formano un insieme architettonico unico. |
|      | Casa di culto bahá'í a Nuova Delhi                                                                                            | Nuova Delhi | Culturale (5921; i, iv, vi)      | 15/04/2014 | La casa di culto bahá'í a Nuova Delhi è il tempio madre della fede bahá'í nel subcontinente indiano. È un edificio eminentemente ed elegantemente distintivo nel suo design e ispiratore nel suo scopo: rappresentare l'Unità di Dio, l'Unità di tutte le Religioni e l'Unità dell'Umanità, i principi guida della fede bahá'í. Espressionista nello stile e spettacolare nella sua architettura, struttura e ingegnosità, la Casa di culto trae ispirazione dallo squisito fiore di loto - un simbolo di bellezza, purezza e divinità intimamente associato al culto che accomuna il simbolismo di molte religioni in India. |
|      | Evoluzione dell'architettura templare: Aihole-Badami-Pattadakal                                                               | Distretto di Bagalkot | Culturale (5972; iii, iv)        | 09/02/2015 | Il sito seriale è costituito dai gruppi di monumenti di Aihole (incluso Nagral) e Badami, come un'estensione del sito Patrimonio dell'umanità di Pattadakal; insieme rappresentano l'evoluzione nell'architettura indiana di grotte e templi sotto l'antica dinastia Chalukya sviluppando prototipi fondamentali per i successivi templi della penisola. I prototipi di 16 tipi di templi indipendenti e 4 tipi di santuari scavati nella roccia sono stati sviluppati a Badami e Aihole, e hanno raggiunto la forma più matura a Pattadakal. Questo ha trasformato la valle del fiume Malaprabha in una "culla dell'architettura templare", dove la sperimentazione ha definito i componenti di un tipico tempio indù. |
|      | Paesaggio culturale del deserto freddo dell'India                                                                             | Distretto di Kinnaur, Distretto di Lahaul e Spiti, Ladakh | Misto (6055; iii, v, vi, x)      | 15/04/2015 | Il paesaggio culturale del deserto freddo dell'India comprende uno splendido paesaggio spoglio situato oltre il Grande Himalaya, punteggiato da alte montagne che baciano il cielo azzurro, limpidi ruscelli in profonde gole e poca vegetazione che offre continui panorami mozzafiato; un ambiente che riceve abbondante luce solare e neve ma poche precipitazioni piovose. Questa regione ha un ecosistema unico del deserto freddo con varietà di flora e fauna rare e in via di estinzione, tanto che molti parchi nazionali e riserve naturali sono stati istituiti per la loro protezione. Gli insediamenti umani sono piccoli, isolati, scarsamente popolati e la loro pianificazione testimonia l'asperità del terreno e dell'ambiente. Radicata nel buddismo, la cultura della regione è fortemente affiliata al Tibet ma tracce di influenze indiane la rendono unica nel suo genere, come mostrano anche la sua architettura e le tradizioni immateriali, famose in tutto il mondo.                                                    |
|      | Siti lungo l'Uttarapath, Badshahi Sadak, Sadak-e-Azam, Grand Trunk Road                                                       | 93 componenti | Culturale (6056; ii, iv, vi)     | 15/04/2015 | La Strada imperiale, oggi popolarmente conosciuta come Grand Trunk Road, è una delle strade più antiche e lunghe dell'Asia che collegano Chittagong (in Bangladesh) a ovest di Howrah (nel Bengala occidentale), attraversando le pianure del Gange fino a Lahore (in Pakistan) e poi, attraverso la catena dell'Hindu Kush, con Kabul (in Afghanistan). La Strada imperiale che collegava le due estremità del subcontinente non era semplicemente una via di comunicazione o trasporto: l'arteria principale e le sue strade di collegamento costituiscono insieme percorsi culturali attraverso una diversità di paesaggi, terreni, centri urbani e popoli. Una grande varietà di beni culturali, che fanno parte di questa serie (kos minar, fortezze, sarai, tombe, giardini, strutture idriche, moschee e stupa), sono stati costruiti lungo il percorso. |
|      | Area di conservazione di Keibul Lamjao                                                                                        | Distretto di Bishnupur, Distretto di Thoubal | Misto (6086; v, vii, ix, x)      | 11/03/2016 | L'area di conservazione di Keibul Lamjao rappresenta una straordinaria storia di antichità naturale, diversità, bellezza e attaccamento umano: comprende un'area centrale, costituita dal Parco nazionale di Keibul Lamjao e una zona cuscinetto, che comprende il lago Loktak e Pumlen Pat. Il lago Loktak ha un ecosistema unico chiamato phumdi, la cui maggiore area, inclusa nel Parco nazionale di Keibul Lamjao, ospita il tameng del Manipur (Rucervus eldi eldi), popolarmente noto anche come sangai. L'habitat è costituito esclusivamente da prati galleggianti e da una fascia di terraferma rilevata che suddivide il parco in una parte settentrionale e una meridionale. |
|      | Area di conservazione delle colline Garo                                                                                      | Distretto dei Monti Garo Meridionali, Distretto dei Monti Garo Occidentali | Misto (6356; v, vi, viii, x)     | 26/07/2018 | L'area di conservazione delle colline Garo si trova nella zona biogeografica dell'India nordorientale ed è anche il limite più occidentale dei punti caldi di biodiversità indo-malese. Il sito proposto comprende tre aree protette legalmente designate: il Parco nazionale di Nokrek (49,44 km²), il Parco nazionale di Balphakram (220 km²) e il Santuario della fauna selvatica di Siju (5,18 km²); a esse si aggiungono le riserve forestali di Tura Peak (4,19 km²), Imangiri (8,29 km²), Rewak (6,47 km²) e Baghmara (43,9 km²). L'area centrale totale della candidatura si estende per 337,48 km². |
|      | Complesso storico di Orchha                                                                                                   | Orchha | Culturale (6404; ii, iv)         | 15/04/2019 | In quanto capitale dello stato eopnimo del Bundelkhand, governato dalla dinastia Bundela dal 1531 al 1783 d.C., i monumenti, i giardini, i templi e gli affreschi di Orchha rappresentano un'evoluzione notevole nell'urbanistica, nella fortificazione degli insediamenti, nella progettazione di giardini ed edifici e nell'arte. Il suo paesaggio culturale ha favorito varie tradizioni di miti, ballate, arti letterarie e popolari. |
|      | Fronte fluviale iconico della città storica di Varanasi                                                                       | Varanasi | Culturale (6526; iii, iv, vi)    | 13/04/2021 | Con un'abbondanza di ghat iconici, templi, abitazioni storiche e tradizioni religiose e culturali viventi, Varanasi è una delle più alte incarnazioni della cultura e della spiritualità indiana. A causa dell'immenso valore sacro associato al fiume Gange nel contesto indiano, il fronte fluviale costituisce la parte più iconica della città. Esso comprende i ghat (le scalinate che conducono alla riva del fiume), i magnifici edifici che li sovrastano e i pittoreschi vicoli posteriori fiancheggiati da templi, moschee, palazzi, haveli (tradizionali case a corte), kund, akhara, giardini e porte. |
|      | Templi di Kanchipuram | Kanchipuram | Culturale (6528; iv, vi)         | 13/04/2021 | Kanchipuram era un importante centro di apprendimento, specializzato principalmente nei pensieri religiosi e filosofici associati alle diverse confessioni dell'India antica. Con l'avvento dei Pallava divenne anche politicamente importante. Grazie al sostegno di diverse dinastie, nel corso dei secoli in città furono costruiti oltre centocinquanta templi. Grazie all'emergere del movimento Bhakti sotto la spinta di eminenti santi del Scivaismo e del Śrī Vaiṣṇava, i templi sono diventati non solo importanti edifici ma anche istituzioni vibranti di un patrimonio immateriale che ha perdurato per secoli. Undici rappresentanti esemplari tra i templi della città di Kanchipuram sono inclusi in questa candidatura. |
|      | Hire Benakal, sito megalitico                                                                                                 | Gangawati | Culturale (6529; iii, iv)        | 13/04/2021 | Il sito di Hire Benakal è situato sulla vetta (605 m) di un tratto collinare residuale granitico. Il sito è famoso per l'esistenza di centinaia di megaliti che sorgono su un tumulo da più di 2500 anni. I recenti studi hanno mostrato l'esistenza di quasi 1000 strutture megalitiche comprendenti varie varietà architettoniche come dolmen, cairn, tombe a corridoio, cerchi di pietre, menhir e un unico esempio di figura antropomorfa scolpita nel granito. Giganteschi dolmen con oblò dominano su tutti gli altri tipi di monumenti funerari e costituiscono il modello di strutture simili che si trovano altrove nella regione. |
|      | Bhedaghat-Lametaghat nella valle del Narmada                                                                                  | Bhedaghat | Naturale (6531; vii, viii)       | 13/04/2021 | Bhedaghat, spesso indicato come il "Grand Canyon dell'India", è una città nel distretto di Jabalpur, dove si può ammirare la straordinaria bellezza delle Marble Rocks e le loro varie morfologie scintillanti su entrambi i lati del fiume Narmada che scorre attraverso la gola. È stato osservato che le magiche montagne di marmo assumono colori diversi e persino forme di animali e altre forme viventi mentre ci si muove attraverso di esse. Diversi fossili di dinosauri sono stati trovati nella valle del Narmada, in particolare nell'area Bhedaghat-Lametghat di Jabalpur. |
|      | Riserva della tigre di Satpura                                                                                                | Distretto di Hoshangabad | Naturale (6532; vii, ix, x)      | 13/04/2021 | L'ambiente della Riserva della tigre di Satpura si distingue per la sua squisita bellezza naturale e la rende un'importante destinazione turistica. Satpura, che significa letteralmente "Sette pieghe", forma uno spartiacque tra i fiumi Narmada e Tapti e presenta una forma triangolare. È una delle più antiche riserve forestali con una consolidata tradizione di gestione scientifica delle foreste. Vi si trovano ventisei specie della regione himalayana e 42 specie dell'area dei Nilgiri, inoltre la riserva è conosciuta anche come l'estremità settentrionale dei Ghati occidentali. |
|      | Geoglifi della regione di Konkan dell'India                                                                                   | Goa, Maharashtra | Culturale (6605; i, iii, iv)     | 17/02/2022 | Mentre l'arte rupestre più comune in India è sotto forma di pitture rupestri, incisioni rupestri, segni di coppelle e anelli, la grande concentrazione di insiemi di geoglifi sugli altipiani di laterite (Sada) nel Konkan sono espressioni uniche e notevoli di arte preistorica, che risale a 30 000 anni fa. Si tratta di distinte concentrazioni di rappresentazioni pittoriche che includono vita marina e fluviale, mammiferi, rettili, anfibi e uccelli scomparsi dalla regione diversi secoli fa. |
|      | Jingkieng jri: paesaggi culturali dei ponti di radici viventi                                                                 | Meghalaya | Culturale (6606; i, iii, vi)     | 17/02/2022 | Conosciuti localmente come Jingkieng Jri, i ponti di radici viventi sono soluzioni di connettività rurale e di sostentamento basate sul Ficus elastica all'interno della fitta ecoregione subtropicale di foreste umide di latifoglie del Meghalaya. Coltivati dalle comunità tribali indigene Khasi, questi ecosistemi strutturali hanno resistito per secoli a condizioni climatiche estreme e racchiudono una profonda armonia tra uomo e natura. La conoscenza e l'abilità sottostanti si sono evolute attraverso le generazioni e continuano ad essere praticate oggi, affermando il loro eccezionale valore e rilevanza. |
|      | Tempio di Sri Veerabhadra e Toro monolitico (Nandi), Lepakshi (tradizione artistica della scultura e pittura di Vijayanagara) | Lepakshi | Culturale (6607; i, ii, vi)      | 17/02/2022 | Il tempio di Sri Veerabhadra rappresenta un modello di arte, architettura e cultura della metà del periodo Vijayanagara. Il tempio conserva importanti esempi di sculture e dipinti di Vijayanagara, ed è un esempio unico di continuità di tradizioni, idee creative e conoscenze di Chalukya, Hoysala e Kakatiya combinate con le usanze locali. Il tempio testimonia gli unici affreschi sopravvissuti della metà del periodo Vijayanagara. |
|      | Tempio del Sole a Modhera e suoi monumenti collegati                                                                          | Modhera | Culturale (6627; i, iv)          | 13/12/2022 | Il Tempio del Sole a Modhera dedicato a Sūrya dev (il dio del Sole), è uno dei gioielli più notevoli dell'architettura dei templi in India. Questo tempio impressiona non solo per la sua struttura architettonica e le conquiste tecnologiche come per la posizione del tempio rispetto al sole; ma anche in particolare con la sua decorazione scultorea, che rappresenta un vero capolavoro artistico. Si tratta di un modello esemplare dello stile architettonico Maru-gurjara dell'XI secolo dell'India occidentale sotto il patronato della dinastia Solanki. |
|      | Sculture e rilievi scavati nella roccia di Unakoti, catena montuosa di Unakoti, distretto di Unakoti                          | Distretto di Unakoti | Culturale (6628; i, iv)          | 13/12/2022 | La superficie verticale delle colline di Unakoti era utilizzata dagli antichi per scolpire varie scene mitologiche come le diverse forme iconografiche di Siva, Ganesha, Uma-Maheshwara, ecc. Unakoti è famosa per i suoi colossali pannelli scavati nella roccia raffiguranti divinità indù. Unakoti fornisce prove dell'antico culto scivaitico nel Tripura dall'VIII al IX secolo d.C.. |
|      | Vadnagar - una città storica multi-stratificata, Gujarat                                                                      | Vadnagar | Culturale (6629; ii, v)          | 13/12/2022 | Vadnagar è una città storica che è stata abitata ininterrottamente per più di 2700 anni. Si è evoluta nel tempo e ha assunto molti ruoli come insediamento fortificato del primo periodo storico, porto dell'entroterra, centro per l'industria di conchiglie e perle, città tardo medievale, centro religioso/città tempio, importante snodo sulle rotte commerciali e città mercantile. Bastioni databili al II secolo a.C., fortificazioni lungo il lago del III-IV secolo d.C., ritrovamenti di perle di vetro indopacifiche e conchiglie marine e prove paleosismiche indicano evidentemente l'autenticità storica della città. |